# Matrix Software
Matrix Software est une compagnie japonaise de jeux vidéo créée en 1994. Elle a été fondée par des membres ayant quitté Climax Entertainment et Telenet Japan.
Matrix Software se fait notamment connaitre en 1997 avec Alundra, un Action-RPG en 2D sorti sur PlayStation. L'entreprise est également célèbre pour ses remakes de Final Fantasy III et Final Fantasy IV sortis sur Nintendo DS.

## Jeux développés
| Année de sortie                                      | Date | Éditeur(s)                  | Plateforme(s)                                                                           | Territoire(s)   |
| ---------------------------------------------------- | ---- | --------------------------- | --------------------------------------------------------------------------------------- | --------------- |
| Alundra                                              | 1997 | SCEI                        | PlayStation                                                                             | JP, NA, EU      |
| Nectaris: Military Madness                           | 1998 | Hudson Soft                 | PlayStation                                                                             | JP              |
| Tamago de Puzzle                                     | 1999 | SCEI                        | PlayStation                                                                             | JP              |
| Torneko no Daibōken 2: Fushigi no Dungeon            | 1999 | Enix                        | PlayStation                                                                             | JP, AN          |
| Alundra 2 : Une légende est née                      | 1999 | SCEI                        | PlayStation                                                                             | JP, NA, EU      |
| Dual Hearts                                          | 2002 | SCEI                        | PlayStation 2                                                                           | JP, NA          |
| Torneko no Daibōken 3: Fushigi no Dungeon            | 2002 | Enix                        | PlayStation 2                                                                           | JP              |
| Toukon Inoki Michi: Puzzle de Daa!                   | 2002 | Pacific Century Cyber Works | PlayStation 2                                                                           | JP              |
| Dragon Quest V : La Fiancée céleste                  | 2004 | Square Enix                 | PlayStation 2                                                                           | JP              |
| Onmyou Taisenki: Byakko Enbu                         | 2005 | Bandai                      | PlayStation 2                                                                           | JP              |
| YūYū Hakusho Forever                                 | 2005 | Banpresto                   | PlayStation 2                                                                           | JP              |
| Onmyou Taisenki: Hasha no In                         | 2005 | Bandai                      | PlayStation 2                                                                           | JP              |
| Futari wa Precure Max Heart: Danzen! DS              | 2005 | Bandai                      | Nintendo DS                                                                             | JP              |
| Final Fantasy III                                    | 2006 | Square Enix                 | Nintendo DS, iOS, Android, PlayStation Portable, Ouya, Windows Phone, Microsoft Windows | JP, NA, AUS, EU |
| Cluster Edge                                         | 2006 | Marvelous Entertainment     | PlayStation 2                                                                           | JP              |
| Crayon Shin-chan: Saikyō Kazoku Kasukabe King Wii    | 2006 | Banpresto                   | Wii                                                                                     | JP, EU          |
| Lost in Blue 2                                       | 2007 | Konami                      | Nintendo DS                                                                             | JP, NA, EU      |
| One Piece Gear Spirit                                | 2007 | Bandai Namco Games          | Nintendo DS                                                                             | JP              |
| Lost in Blue 3                                       | 2007 | Konami                      | Nintendo DS                                                                             | JP, NA, EU      |
| Final Fantasy IV                                     | 2007 | Square Enix                 | Nintendo DS, iOS, Android, Microsoft Windows                                            | JP, NA, EU      |
| Final Fantasy IV : Les Années suivantes              | 2008 | Square Enix                 | Téléphone mobile, WiiWare, iOS, Android, Microsoft Windows                              | JP, NA, EU      |
| Maji de Manabu: LEC de Ukaru - DS Hishou Boki 3-Kyuu | 2008 | Square Enix                 | Nintendo DS                                                                             | JP              |
| Avalon Code                                          | 2008 | Marvelous Entertainment     | Nintendo DS                                                                             | JP, NA, EU      |
| Nostalgia                                            | 2008 | Tecmo                       | Nintendo DS                                                                             | JP, NA          |
| Tales of VS.                                         | 2009 | Bandai Namco Games          | PlayStation Portable                                                                    | JP              |
| Final Fantasy: The 4 Heroes of Light                 | 2009 | Square Enix                 | Nintendo DS                                                                             | JP, NA, EU      |
| Final Fantasy Dimensions                             | 2010 | Square Enix                 | FOMA 903i, au, Android, iOS                                                             | JP, NA, EU      |
| White Knight Chronicles: Origins                     | 2011 | SCEI                        | PlayStation Portable                                                                    | JP, EU, AUS     |
| Treasure Report: Kikai Jikake no Isan                | 2011 | Bandai                      | Nintendo DS                                                                             | JP              |
| Groove Coaster                                       | 2011 | Taito                       | iOS                                                                                     | NA              |
| Dragon Quest Monsters: Wanted!                       | 2011 | Square Enix                 | Android                                                                                 | JP              |
| Final Fantasy II                                     | 2012 | Square Enix                 | Android                                                                                 | JP, NA          |
| Layton Brothers: Mystery Room                        | 2012 | Level-5                     | iOS                                                                                     | JP              |
| Final Fantasy V                                      | 2013 | Square Enix                 | iOS, Android                                                                            | JP, NA          |
| Final Fantasy VI                                     | 2014 | Square Enix                 | iOS, Android                                                                            | JP, NA          |